# المجلس الوطني للغة المالطية

شعار المجلس الوطني للغة المالطية

المجلس الوطني للغة المالطية (بالمالطية: Il-Kunsill Nazzjonali tal-Ilsien Malti) تأسس في أبريل 2004 بعد الموافقة على قانون في البرلمان المالطي، ويعمل على تنظيم الكلمات الجديدة الداخلة على اللغة المالطية وتعزيز مستواها في التعليم وفي قطاعات أخرى. ويتكون من الأقسام التالية:
- الإعلام
- الأدب
- الترجمة والمصطلحات
- تطوير اللغة المالطية في مجال تقنية المعلومات.[1]

## مواضيع ذات صلة
- قائمة الأكاديميات اللغوية